# Andreas Henzen

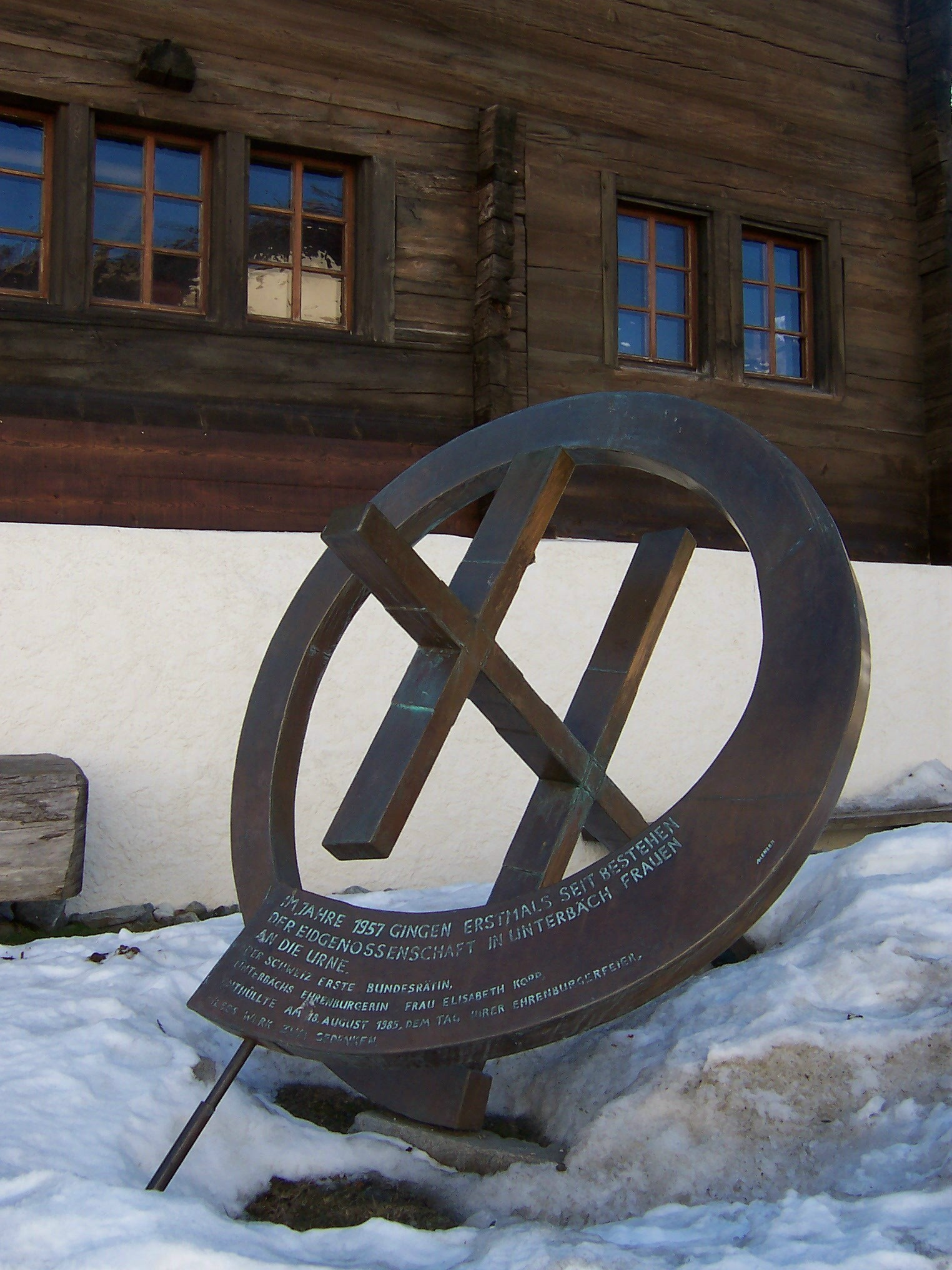
Alfons Henzen: Unterbächer Gedenkskulptur, 1985

Andreas Henzen (* 1. Januar 1955 in Visp) ist ein Schweizer Maler und Grafiker in Sankt German, Kanton Wallis. 
Er besuchte die Grundschulen in Baltschieder und Visp, danach das Lehrerseminar in Sion und unterrichtete als Primarlehrer in Baltschieder. 1983–1988 studierte er an der Kantonalen Schule für Gestaltung in Sion, Diplom in Malerei und Illustration, und wurde Zeichnungslehrer in Visp. Er ist hauptsächlich als freischaffender Maler, Illustrator und Karikaturist tätig. Seine Malerei ist nonfigurativ, die oft strukturierte Formen und individuelle Farben verwendet. Auch die von ihm gestaltete unterbächer Gedenkskulptur zeigt seine Bestrebung nach ästhetischer Formharmonie. 
1991 erhielt auch er den Alfred Grünwald-Preis, mit dem Oberwalliser Künstler honoriert werden. Henzen war Präsident der Gesellschaft Schweizerischer Maler, Bildhauer, Architekten (GSMBA). 